# Caroline Perthaler
Caroline Josefa Ottilia Perthaler (auch Karoline, Karolina; * 15. Dezember 1810 in Klausen; † 9. Oktober 1873 in Gries im Sellrain) war eine österreichische Pianistin und Musiklehrerin.

## Leben
Caroline Perthaler wurde als Tochter von Anna von Perlath zu Kaltenburg, Bürgermeisterstochter aus Klausen, und Johann Perthaler aus Kufstein in Klausen geboren. Sie begann mit vier Jahren Klavier zu spielen und lernte von 1822 bis 1825 bei Carl Czerny in Wien. Mit 15 Jahren trat sie zum ersten Mal öffentlich auf. Ein Jahr später wurde in Graz eine Komposition von ihr, eine Variation über ein Thema aus Gioachino Rossinis Barbier von Sevilla, unter dem Namen Charlotte Perthaler angekündigt. 1828 begab sie sich von Graz aus auf eine mehrmonatige Konzertreise unter anderem nach Prag, Leipzig, Dresden, Berlin und Weimar. Bei einem ihrer Konzerte im Leipziger Gewandhaus trat erstmals die neunjährige Clara Wieck auf. In Weimar spielte Perthaler mehrmals vor Johann Wolfgang von Goethe, den sie sehr beeindruckte.
1831 zog Caroline Perthaler nach München, wo sie als gefragte Klavierlehrerin arbeitete und Konzerte gab. 1834 reiste sie durch Österreich, 1835 nach Griechenland, wo sie ebenfalls Klavierunterricht erteilte. Von etwa 1840 bis Ende der 1860er Jahre lebte und unterrichtete sie wieder in München. Ihren Lebensabend verbrachte sie bei ihrem Bruder Johann (1816–1875), der seit 1835 als Priester (Prämonstratenser des Stiftes Wilten mit dem Ordensnamen Sigismund) in Gries im Sellrain wirkte, sich aber auch als Kirchenmusiker und Komponist hervorgetan hatte.

## Werk
- Variations sur un Theme favorit de l’opera Barbier de Seville de G. Rossini op. 2, 1826